# Смолари
Смолари (мкд. Смолари) су насеље у Северној Македонији, у крајње југоисточном делу државе. Смолари су у саставу општине Ново Село.
Изнад Смолара, а на северним падинама планине Беласице, налази се Смоларски водопад, висок 39,5 метара. 

## Географија
Смолари су смештени у крајње југоисточном делу Северне Македоније, близу државне тромеђе са Грчком и Бугарском (5 km југоисточно од села). Од најближег града, Струмице, насеље је удаљено 25 km источно.
Насеље Смолари се налази у историјској области Струмица. Насеље је положено на југоисточном ободу Струмичког поља, на месту где се оно издиже у прва брда, која ка југу прелазе у планину Беласицу. Надморска висина насеља је приближно 350 метара. 
Месна клима је блажи облик континенталне због близине Егејског мора (жарка лета).

## Историја
Име села је изведено од речи „смолар“ или човек који се бави скупљањем смола. Први пут у историјским изворима ово село се среће у попису насеља из 1519. године.
У средишту села раније су се налазила два стара јавора, висока око 30 метара. Данас је остао само млађи јавор, чија старост се процењује на око 300 година.
У селу је рођен Иван Смоларски, борац ВМРО.

## Становништво
Смолари су према последњем попису из 2002. године имало 659 становника. По попису из 1971. године, село је имало 986 житеља. Смањивање је везано за исељавање становништва у западноевропске земље.
Већинско становништво у насељу су етнички Македонци (100%).
Већинска вероисповест месног становништва је православље.